# Valparaíso (Indiana)
Valparaíso es una ciudad ubicada en el condado de Porter en el estado estadounidense de Indiana. En el Censo de 2010 tenía una población de 31.730 habitantes y una densidad poblacional de 786,43 personas por km².

## Geografía
Valparaíso se encuentra ubicada en las coordenadas 41°28′47″N 87°3′8″O / 41.47972, -87.05222. Según la Oficina del Censo de los Estados Unidos, Valparaíso tiene una superficie total de 40.35 km², de la cual 40.22 km² corresponden a tierra firme y (0.31%) 0.12 km² es agua.

## Demografía
Según el censo de 2010, había 31.730 personas residiendo en Valparaíso. La densidad de población era de 786,43 hab./km². De los 31.730 habitantes, Valparaíso estaba compuesto por el 89.86% blancos, el 3.27% eran afroamericanos, el 0.34% eran amerindios, el 2.1% eran asiáticos, el 0.06% eran isleños del Pacífico, el 2.24% eran de otras razas y el 2.13% pertenecían a dos o más razas. Del total de la población el 7.13% eran hispanos o latinos de cualquier raza.

## Origen del nombre
Durante la guerra anglo-estadounidense de 1812 la fragata USS Essex —construida en el Astillero de Salem, Massachusetts en 1799—se encontraba despachada a patrullar el Atlántico Sur, frente a las costas de Brasil y Argentina. En 1814 atravesó el Cabo de Hornos, llegando a Valparaíso, Chile, el 14 de febrero de dicho año. Fue inmensa la sorpresa, cuando al atracar en el puerto, se dan cuenta de que allí también estaban atracados dos buques británicos: el HMS Phoebe y el HMS Cherub. Al ser Valparaíso un puerto neutral en la guerra, el Essex fue impedido de zarpar debido al peligro que representaban las otras dos, muy superiores en tamaño, naves británicas. 
Durante seis semanas las tres naves se quedaron en el puerto. Los marineros de ambos bandos frecuentaron la ciudad, sus bares y a sus mujeres. No hay registros de que hayan habido peleas en la ciudad chilena producto del cruce de los marineros de bandos contrarios.
La medianoche noche del 28 de marzo, el capitán del Essex, David Porter, temiendo el arribo de más buques británicos, decidió salir de la ciudad a mar abierto. Pasados el faro porteño «Punta de Ángeles», se reportó una avería en el navío estadounidense, razón por la que se vieron obligados a regresar al puerto.
El HMS Phoebe, viendo que habían ido más allá de las aguas neutrales, atacó. Este fue el inicio del Combate naval de Valparaíso de 1814. El HMS Cherub se les uniría más tarde y, tras una batalla de dos horas y media, la tripulación del Essex no tuvo más opción que abandonar el barco. El saldo final fue así de cincuenta y ocho marinos estadounidense en la bahía de Valparaíso. A raíz de este incidente existe un monumento a los caídos del Essex en el Cementerio de Disidentes del puerto chileno.
En 1836 se fundó esta ciudad con el nombre de Portersville, fundada con ese nombre para honrar al capitán Porter. Sin embargo, al año siguiente este mismo entregó a las autoridades una solicitud para cambiar el nombre del pueblo a otro que, para él, «representa la batalla más emblemática de toda mi vida militar: Valparaíso».